# En un mundo libre
En un mundo libre (en inglés It's a Free World...) es una película dramática dirigida por Ken Loach y escrita por Paul Laverty. Se visualizó por primera vez el 1 de septiembre de 2007 en el Festival de Cine de Venecia, y fue estrenada a todos los públicos el 28 de septiembre de 2007 en Italia. En España llegó a los cines dos meses más tarde, el 22 de febrero de 2008.
Tuvo una recaudación de 5.519.591€ internacional($6,645,036).

## Premios y nominaciones
Es un mundo libre tiene un total de 8 nominaciones y 4 premios. En el Festival de Cine de Venecia consiguió 4 nominaciones, de los cuales 3 se convirtieron en premio para el director, Ken Loach, o para Paul Laverty. También ganó el Premio a Mejor Película en el Festival Europeo de Sevilla de Cine.

## Argumento
Angie (Kierston Wareing) y su compañera de piso, Rose (Juliet Ellis) deciden crear una Empresa de Trabajo Temporal exclusivamente para inmigrantes en la Inglaterra moderna. Enseguida se darán cuenta de las duras condiciones que tienen este colectivo y a pesar de que existe una ley que les ampara, no se cumple.

## Sinopsis
Angie es despedida de una empresa de selección de trabajadores temporales tras ser acosada sexualmente por uno de sus superiores. Decide dejar de trabajar para otros y, junto con su compañera de piso, y con la ayuda del gerente del bar que frecuenta, monta su propia empresa de trabajo temporal de forma ilegal hasta que pueda afrontar la legalización de la empresa. 
Gracias a sus conocimientos, contactos y su fuerte carácter consigue reunir a varios trabajadores extranjeros dispuestos a trabajar por horas o días, y colocarles en varias empresas de la construcción o manufactureras.
Mientras tanto su hijo Jamie se siente abandonado por ella y empieza a crear problemas en clase. Los padres de Angie están preocupados porque ella apenas le dedica tiempo y atención a su hijo y él no va a recibir la educación adecuada.
Mientras su empresa se va consolidando Angie se tiene que enfrentar a diferentes conflictos éticos, como el trato con empresarios que le proponen tratos fuera de la ley, o no cumplen con lo pactado, si aceptar trabajadores ilegales, la delgada línea que separa ayudar a los inmigrantes con explotarlos, la implicación emocional con sus trabajadores, hasta donde está dispuesta a llegar para tener éxito profesional, o la relación con su hijo y sus padres. 

## Temas
Ken Loach afronta varios temas en la película. El principal es la precariedad laboral. Según sus palabras el origen de la película está en un documental que hizo en los años 90 llamado The Flickering Game. Según él se ha perdido la seguridad en el trabajo, hecho que ha cambiado la vida de las personas. "El resultado de una decisión política contra la que se podría luchar. Por desgracia, nadie se opone." Sobre la protagonista comenta "es el producto de la contrarrevolución thatcheriana, que ha hecho hincapié en los negocios y éxitos empresariales, que ha premiado a los que se han abierto camino a codazos."
Paralelamente, el director aborda el papel de los inmigrantes en las sociedades occidentales. Pone de manifiesto la paradoja de que "la gente afirma que la economía no podría sobrevivir sin esta fuerza de trabajo precario; y por otro, a la derecha le gustaría expulsar a todas estas personas del Reino Unido."